# Petra Červenková
Petra Červenková, geborene Nosková, (* 31. Oktober 1967) ist eine frühere tschechische und zuvor tschechoslowakische Biathletin.
Petra Červenková ist Technikerin und lebt in Prag. Seit 1985 betreibt sie Biathlon und startete seit Ende der 1980er Jahre im Biathlon-Europacup. Erster Karrierehöhepunkt wurden die Biathlon-Weltmeisterschaften 1990 am Holmenkollen in Oslo, wo die Tschechin noch für die Tschechoslowakei startend 24. des Einzels und 35. der Verfolgung wurde. Mit Jana Kulhavá und Jiřina Adamičková wurde sie zudem Siebte mit der Staffel, mit Pavlína Brožová, Kulhavá und Adamičková Fünfte im Mannschaftsrennen. Auch 1991 in Lahti nahm sie an den Weltmeisterschaften teil und kam auf die Plätze 24 im Einzel, 18 im Sprint, mit Adamičková und Kulhavá fünf in der Staffel sowie mit Renata Novotná, Adamičková und Kulhavá sechs im Teamrennen. 1992 nahm Červenková an den Olympischen Winterspielen von Albertville teil. Bei den Rennen von Les Saisies wurde die Tschechin 60. des Einzels. Bei den Weltmeisterschaften 1993 in Borowez wurde Červenková nur im Mannschaftswettbewerb aufgestellt. Mit Kulhavá, Pelcová-Adamicková und Eva Háková belegte das nun tschechische Team den 12. Platz. Nach den Spielen rückte sie zunächst in die zweite Reihe der tschechischen Biathleten und kam vermehrt im Europacup zum Einsatz. In der Saison 1993/94 wurde sie hinter Brigitte Weisleitner und vor Anna Murínová Zweite der Gesamtwertung. Letztes Großereignis wurden die Biathlon-Weltmeisterschaften 1995 in Antholz. Im Einzel kam Červenková auf Platz 27, wurde 37. des Einzels und mit Haková, Hana Rychterová und Irena Česneková als Schlussläuferin der Staffel 12. Nach der Saison beendete sie ihre Karriere.

## Biathlon-Weltcup-Platzierungen
Die Tabelle zeigt alle Platzierungen (je nach Austragungsjahr einschließlich Olympische Spiele und Weltmeisterschaften).
- 1.–3. Platz: Anzahl der Podiumsplatzierungen
- Top 10: Anzahl der Platzierungen unter den ersten zehn (einschließlich Podium)
- Punkteränge: Anzahl der Platzierungen innerhalb der Punkteränge (einschließlich Podium und Top 10)
- Starts: Anzahl gelaufener Rennen in der jeweiligen Disziplin
- Staffel: inklusive Mixed-Staffel

| Platzierung                               | Einzel | Sprint | Verfolgung | Massenstart | Team | Staffel | Gesamt |
| ----------------------------------------- | ------ | ------ | ---------- | ----------- | ---- | ------- | ------ |
| 1. Platz                                  |        |        |            |             |      |         |        |
| 2. Platz                                  |        |        |            |             |      |         |        |
| 3. Platz                                  |        |        |            |             |      |         |        |
| Top 10                                    |        |        |            |             | 1    | 1       | 2      |
| Punkteränge                               | 9      | 2      |            |             | 2    | 2       | 15     |
| Starts                                    | 17     | 16     |            |             | 2    | 2       | 37     |
| Stand: Karriereende, Daten nicht komplett |        |        |            |             |      |         |        |